# 미키 (프로게이머)
미키(본명: 손영민, 1997년 7월 15일 ~ )는 대한민국의 전직 리그 오브 레전드 프로게이머로 아이디는 Mickey이다. 현역 시절 포지션은 미드라이너였다.

## 선수 생활
2013년 10월, 프라임 센티넬에 입단하면서 프로 커리어를 시작했다. 하지만 나이제한으로 인해 출전하지 못했다.
2014년 7월, 팀 WE의 아카데미팀에 입단했다.
2015시즌을 앞두고 Anarchy에 입단했다. 스프링 시즌에서는 출전하지 못했다. 서머 시즌에서는 팀의 주전으로 출전하면서 팀을 이끌었다. 
2016 스프링 시즌에서는 좋은 모습을 보여주었다. 서머 시즌에서는 살짝 폼이 떨어진 모습을 보여주었다.
2017시즌을 앞두고 락스 타이거즈에 입단했다. 2017 스프링 시즌에서는 오락가락하는 모습을 보여주었으나 중요한 순간에 좋은 모습을 보여주면서 팀을 이끌어나갔다. 서머 시즌에서는 좋지 못한 모습을 보여주었다. 서머 1라운드 이후 락스와의 계약을 해지했다.
2017년 7월, 북미의 팀 리퀴드에 입단했다. 팀 리퀴드에서는 승강전에 출전했으며 팀의 잔류에 기여했다.
2018시즌을 앞두고 팀 리퀴드의 아카데미 팀으로 이동했다. 
2018년 4월, 골든 가디언즈에 입단했다. 골든 가디언즈에서는 팀의 주전으로 출전했다.
2019시즌을 앞두고 APK 프린스에 입단했다. 챌린저스에서 미키는 좋은 모습을 보여주었지만 팀의 승격에는 실패했다.
2019년 5월, 엑셀 e스포츠에 입단했다. 2019 서머 시즌에는 부침이 있는 모습을 보여주었다. 2020 스프링 시즌에서도 부진이 이어지는 모습을 보여주었다.
2020년 6월, 설해원 프린스에 입단했다. 설해원에서도 좋은 모습을 보여주지 못했다. 설해원이 LCK 프렌차이즈를 통과하지 못하고 해체되면서 팀을 퇴단했다.

## 은퇴 후
은퇴 후 개인방송을 시작했다.

## 소속팀
| # | 팀명            | 소속 기간             | 소속 리그 | 비고 |
| - | --------------- | --------------------- | --------- | ---- |
| 1 | 프라임 센티멘탈 | 2013.10~2014.02       | LCK       |      |
| 2 | 팀 WE 아카데미  | 2014.07.01~2014.10    |           |      |
| 3 | Anarchy         | 2015.01.05~2016.11.30 | LCK       |      |
| 4 | 락스 타이거즈   | 2016.12.22~2017.06.28 | LCK       |      |
| 5 | 팀 리퀴드       | 2017.07.24~2018.04.23 | LCS       |      |
| 6 | 골든 가디언즈   | 2018.04.23~2018.10.27 | LCS       |      |
| 7 | APK 프린스      | 2018.12.11~2019.05.28 | CK        |      |
| 8 | 엑셀 e스포츠    | 2019.05.28~2020.04.24 | LEC       |      |
| 9 | 설해원 프린스   | 2020.06.01~2020.11.17 | LCK       |      |

## 수상 내역
- 리그 오브 레전드 챌린저스 코리아 스프링 2015 1차 토너먼트 우승
- IEM 시즌 11 월드 챔피언십 4강
- 네오서프컵 2020 우승